# Charlottenburger Tor

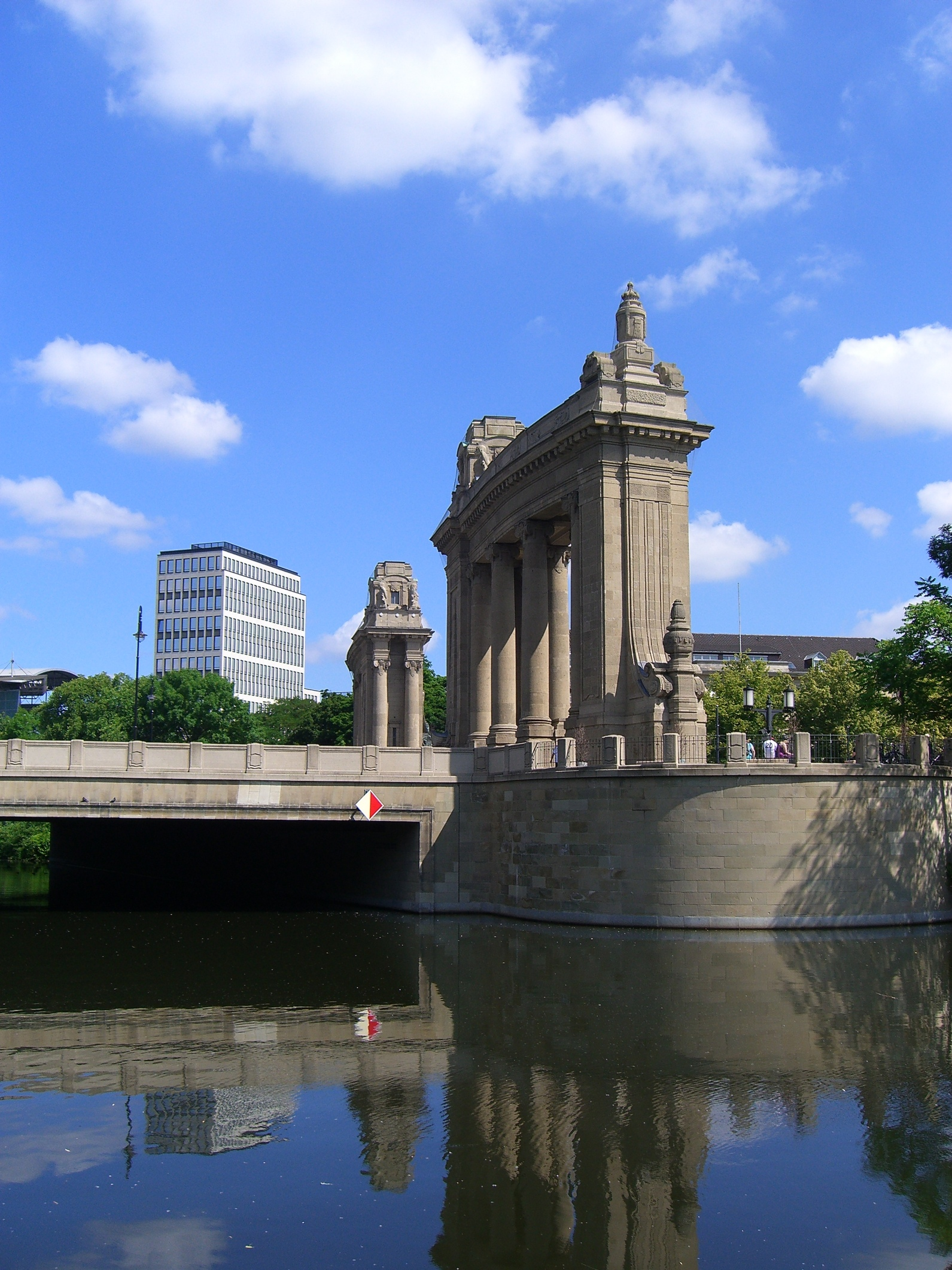
Charlottenburger Tor mit der Charlottenburger Brücke über dem Landwehrkanal

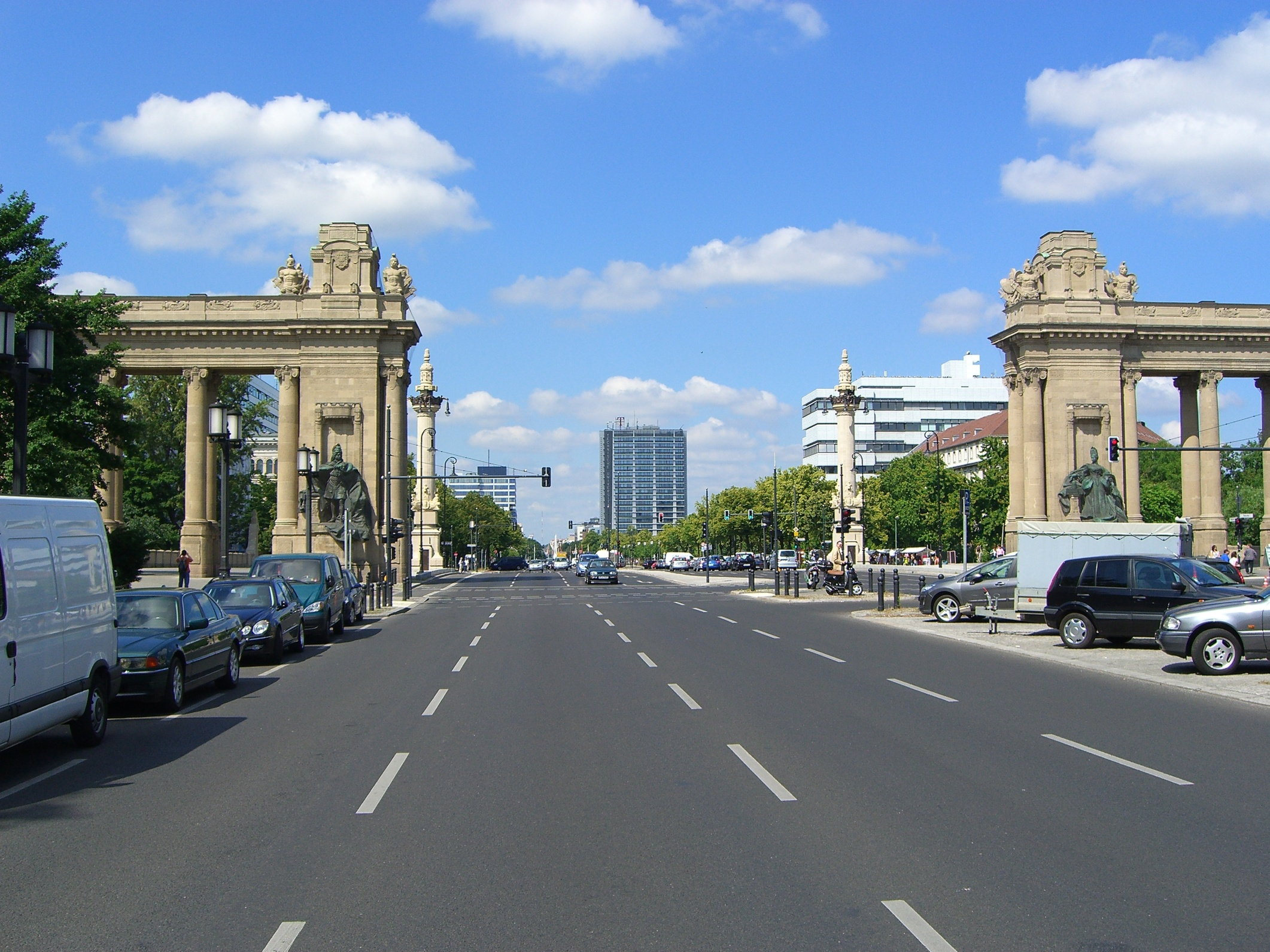
Blick durch das Charlottenburger Tor von der Straße des 17. Juni zum Ernst-Reuter-Platz

Das Charlottenburger Tor ist ein neobarocker Torbau an der Straße des 17. Juni im Berliner Ortsteil Charlottenburg. Erbaut 1907–1908 nach Entwürfen von Bernhard Schaede, wurde es bei der Verbreiterung der Ost-West-Achse 1937–1938 auseinandergerückt. Das aus monumentalen Kolonnaden, Kandelabern und Figurengruppen bestehende Bauensemble diente ursprünglich als Eingangstor zur einstmals eigenständigen Großstadt Charlottenburg und bildet das Pendant zum Brandenburger Tor.
Zuletzt wurden 2004–2007 die Kolonnaden mit den erhaltenen Standbildern König Friedrichs I. und Königin Sophie Charlottes von Heinrich Baucke saniert und 2007–2010 die nach dem Zweiten Weltkrieg abgetragenen Kandelaber wiederaufgebaut. Die bekrönenden Pferde- und Hirschgruppen von Georg Wrba wurden bisher nicht wiederhergestellt.

## Vorgeschichte

### Steuerhäuser

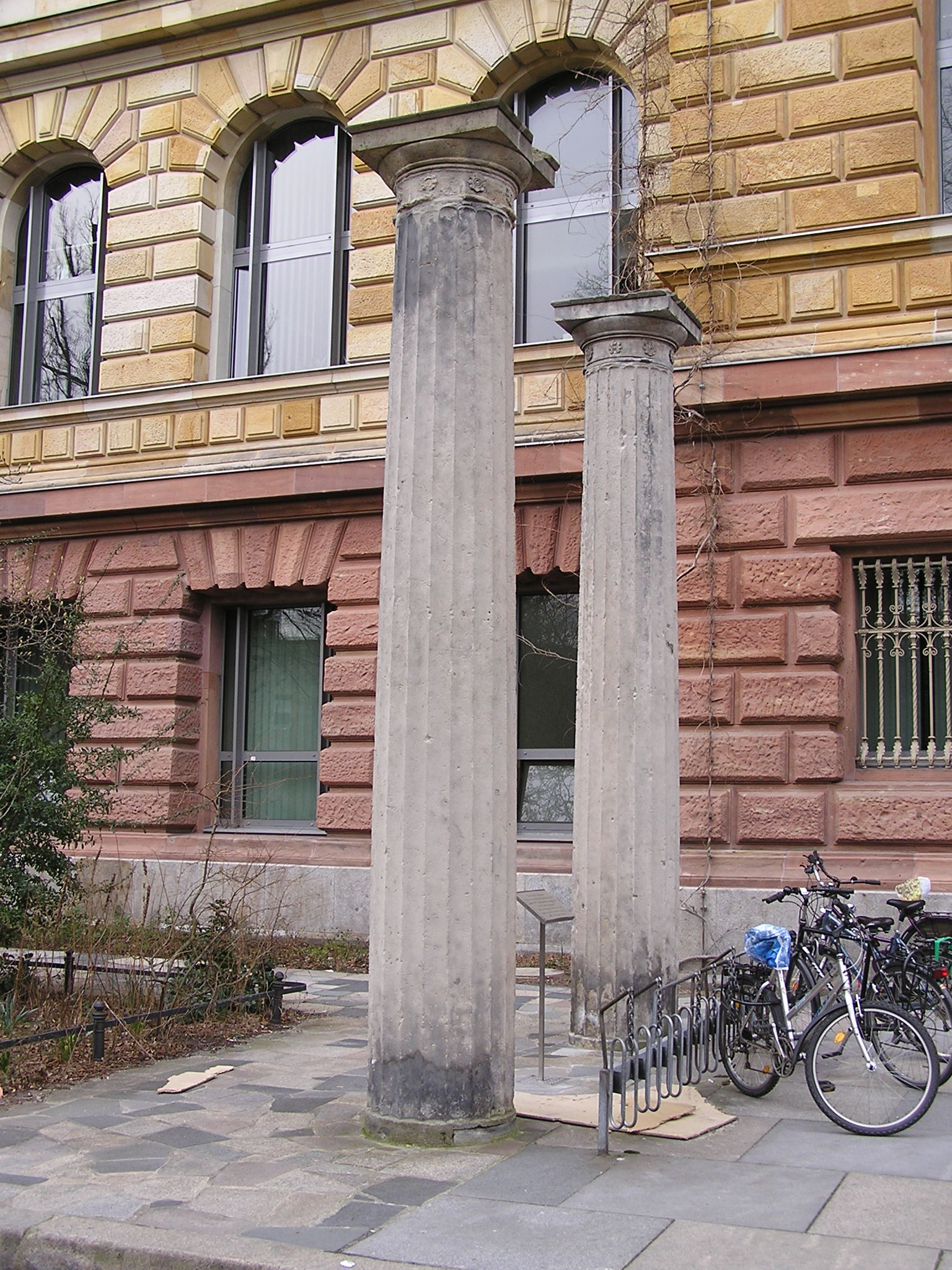
Säulen der ehemaligen Steuerhäuser

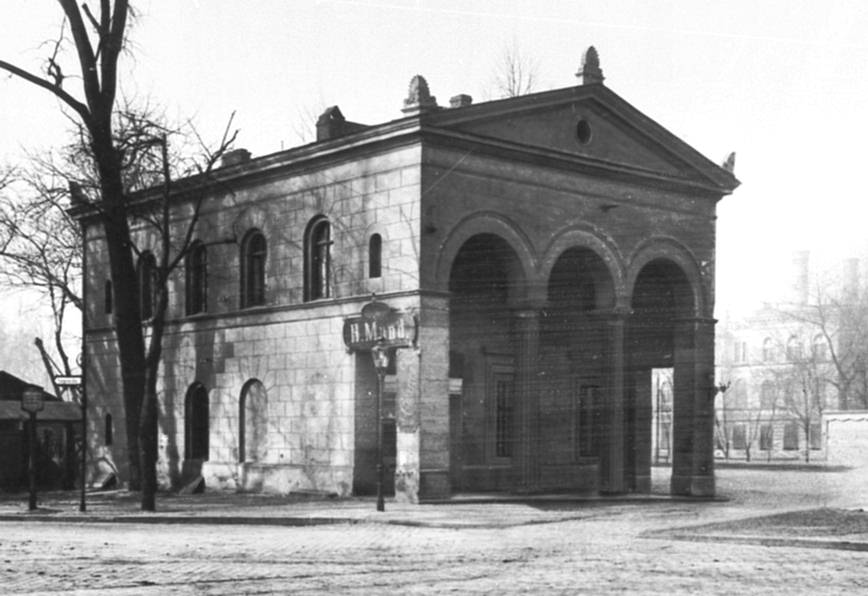
Ansicht des südlichen Steuerhauses, um 1900

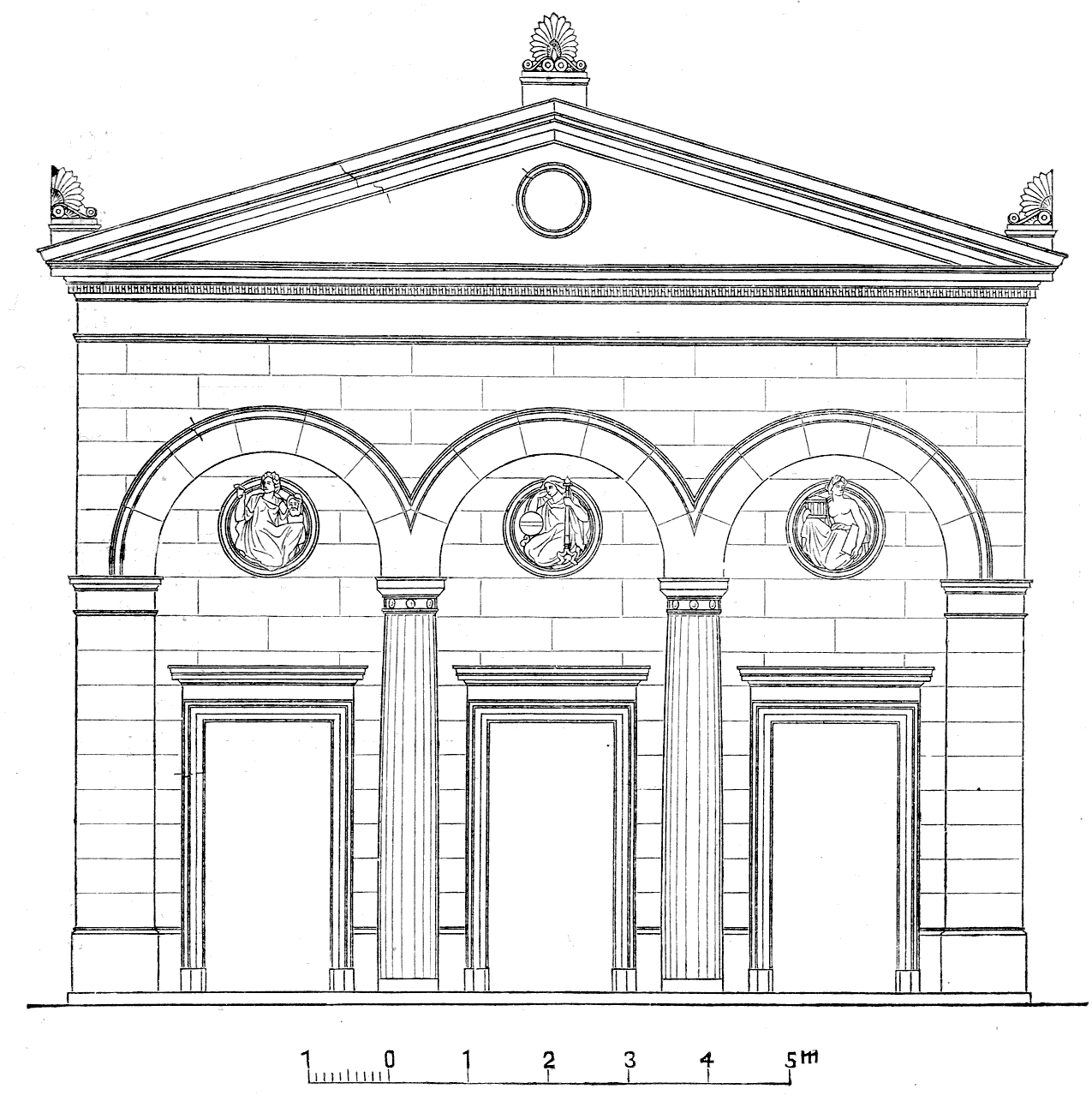
Aufriss des südlichen Steuerhauses, um 1900

Bereits 1856 wurde diese Stelle am Westrand des Großen Tiergartens das erste Mal architektonisch gestaltet, als nach Entwürfen von Friedrich August Stüler zwei im Abstand von 15 Metern einander gegenüberstehende Steuerhäuser errichtet wurden. Das eine Steuerhaus diente als Zollhaus für Schlacht- und Mahlsteuer, das andere als Einnahmestelle für das Chausseegeld. Beide Steuerhäuser waren zueinander symmetrisch. Ihre Fronten waren mit einer kleinen, offenen, jedoch an den Seiten geschlossenen Vorhalle gestaltet. Drei Rundbögen ruhten auf den Außenwänden und auf jeweils zwei dorischen Säulen. Diese Säulen aus Sandstein wurden aus einem Stück gefertigt. An den zurückliegenden Wänden der Vorhalle waren jeweils drei runde Reliefs angebracht, auf denen kniende weibliche Gestalten dargestellt waren. Diese Reliefs unterschieden auch die Häuser. Am nördlichen symbolisierten sie Technik, Kriegswesen und Verkehr, am südlichen Wissenschaft, Bau- und Bildkunst.
Nachdem die in den Steuerhäusern erhobenen Abgaben abgeschafft worden waren, benötigte die Steuerverwaltung die Häuser nicht mehr und vermietete sie. Für den ansteigenden Verkehr zum Ende des 19. Jahrhunderts stellte der nur 15 m breite Durchlass zwischen den Häusern jedoch immer mehr einen Engpass dar. Deshalb wurden zu dieser Zeit die Seitenwände der Vorhallen entfernt, sodass diese als Arkadengang nutzbar wurden.
Im Rahmen der Baufeldfreimachung für den Neubau des Charlottenburger Tores wurde das nördliche Steuerhaus 1905 und das südliche 1907 abgebrochen. Die sechs runden Reliefs sowie die vier dorischen Säulen wurden gesichert und der Technischen Hochschule übergeben. Die Säulen wurden als Anschauungsstücke für den architektonischen Unterricht im Hof der Hochschule aufgestellt, wo sich bereits eine Sammlung von Berliner Bauresten befand und auch heute noch befindet. Der Standort der Säulen war seit der Aufstellung 1908 an den rückwärtigen Ausgängen des Hauptgebäudes. Anfangs standen sie beidseits der Türen und dienten als Auflage für Rankspaliere. Heute stehen sie jeweils nebeneinander, den Längsenden des Gebäudes zugewandt. Die Säulen stehen heute unter Denkmalschutz.

## Planung des Tores

### Erster Wettbewerb

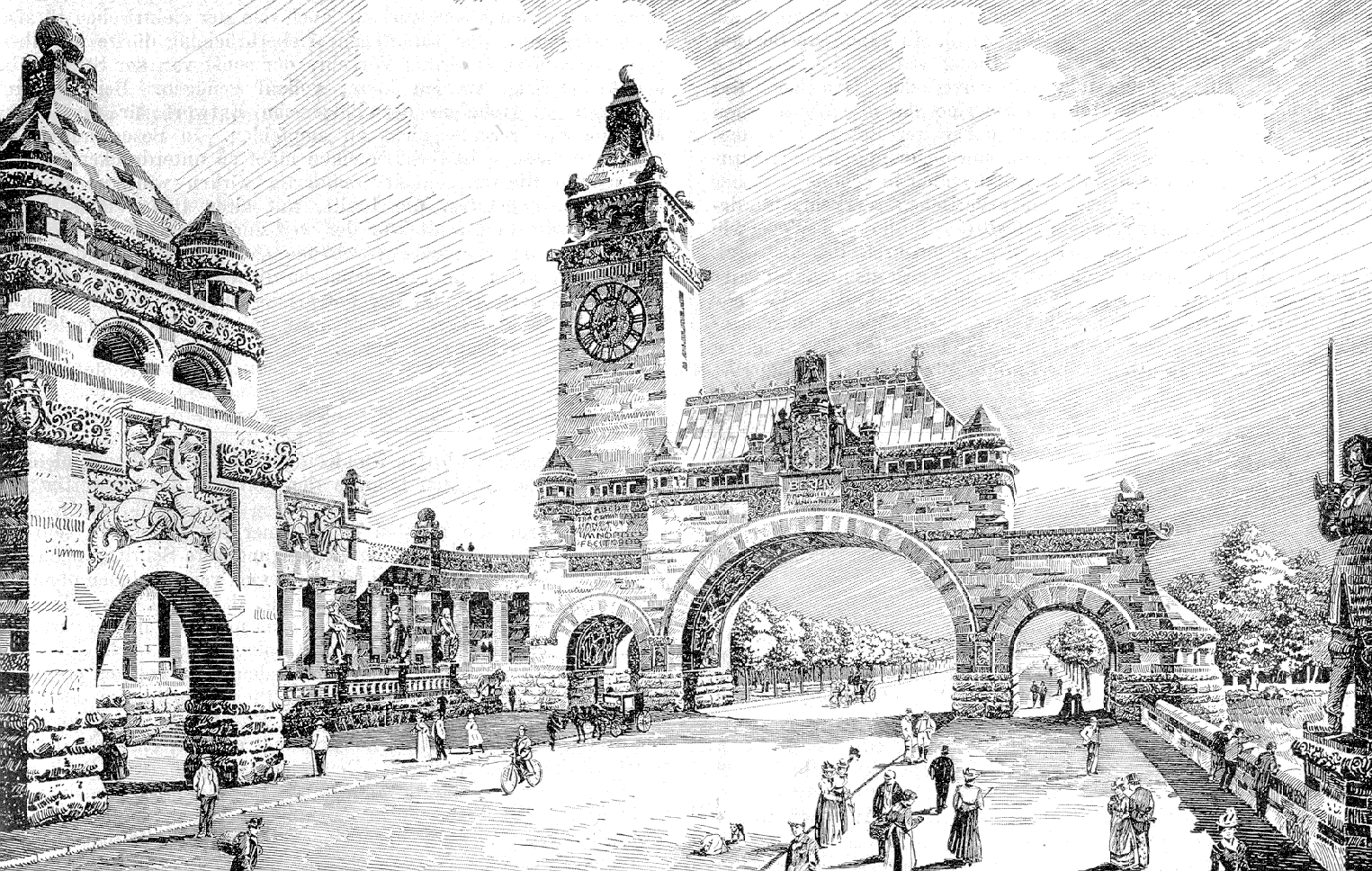
Entwurf von Friedrich Pützer, 1. Preis

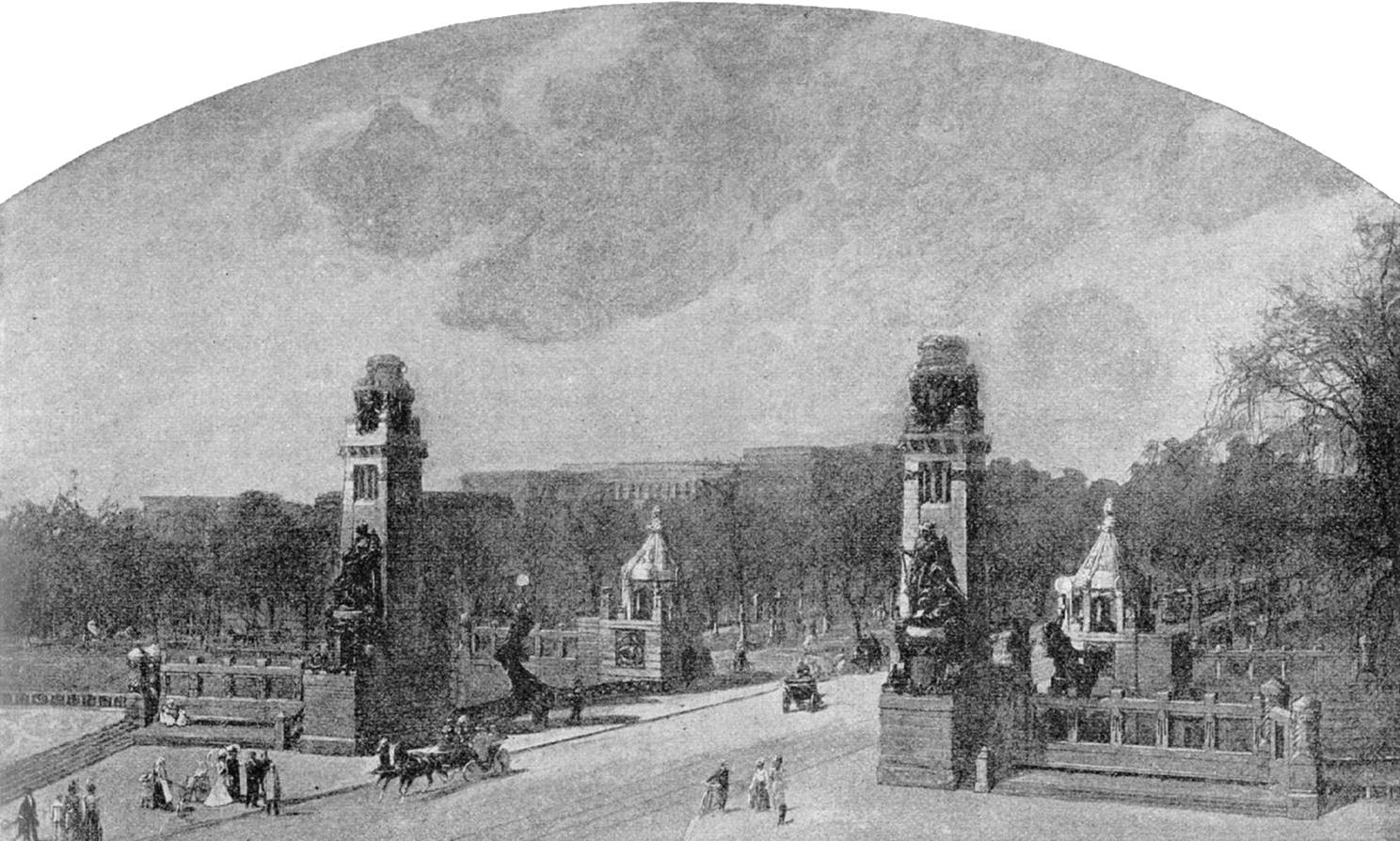
Entwurf von Josef Welz, 2. Preis

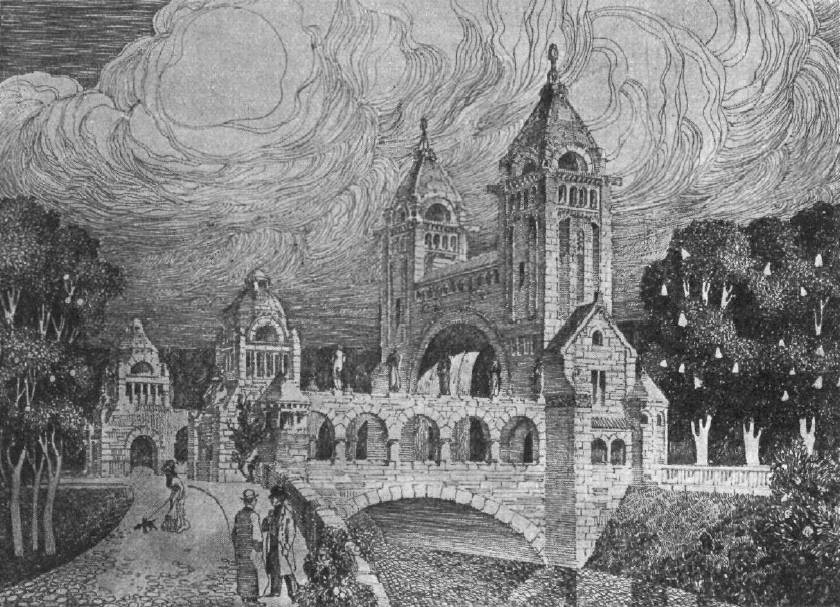
Entwurf von Karl Winter, 3. Preis

Im Februar 1900 initiierte der Magistrat der Stadt Charlottenburg einen „Wettbewerb zur Erlangung von Entwürfen für die künstlerische Ausgestaltung der Charlottenburger Brücke“. Ziel war es, im Zusammenhang mit dem ohnehin notwendigen Ersatz der hölzernen Klappbrücke eine repräsentative Eingangssituation an der Chaussee von Berlin zu schaffen, die der gestiegenen Bedeutung Charlottenburgs gerecht würde, das damals ein höheres Steueraufkommen als Berlin hatte. Die Steuerhäuser wurden bewusst zur Disposition gestellt. Es gingen 52 Entwürfe ein. Die große Anzahl an Entwürfen stand jedoch im Gegensatz zur Qualität. Die Berliner Architekturwelt verdeutlichte an diesem Fall das Problem der offenen Architekturwettbewerbe: „Es wiederholt sich hier der bei den meisten Wettbewerben der letzten Jahre zu Tage getretene Vorgang, dass sich an die Aufgabe viele unreife, manchmal noch auf der untersten Stufe künstlerischer Ausbildung stehende Kräfte heranwagen, die das Gebiet des öffentlichen Wettbewerbs als einen willkommenen Tummelplatz ansehen.“ So legte zwar das Preisgericht drei Preise fest und empfahl noch drei weitere Entwürfe zum Ankauf, erklärte aber, dass „weder die drei preisgekrönten, noch die drei zum Ankauf empfohlenen Entwürfe […] in ihrer vorliegenden Form zur Ausführung geeignet [sind].“
Die Entwürfe unterteilten sich in zwei Hauptgruppen, von denen die erste die Straße mit einem Tor überbauen und die zweite die Straßenränder betonen wollte. Während die Stadt Charlottenburg eine Straßenrandbetonung favorisierte, zeichnete die Jury einen Torentwurf mit dem ersten Preis aus. Dieser wurde dem Architekten Friedrich Pützer aus Darmstadt zugesprochen. Pützer entwarf ein stadttorartiges Gebäude mit einem 17 m breiten und 11 m hohen Korbbogen für die Fahrbahn und zwei kleineren Bögen für die Fußwege. An der nördlichen Seite des Tores wuchs ein Turm empor, an den sich nach Westen hin eine Säulenhalle mit Freitreppe anschloss.
Der zweite Preis ging an einen Entwurf, der den Straßenrand betonte, entworfen von Josef Welz, und der dritte an eine Torüberbauung, entworfen von Karl Winter. Auch innerhalb des Preisgerichts war man über die grundsätzliche Gestaltung unterschiedlicher Meinung. Für das weitere Vorgehen empfahl das Preisgericht, „den drei Siegern in einem engeren Wettbewerb die Aufgabe zu stellen, den Entwurf nach zwei Richtungen hin aufs neue zu bearbeiten, und zwar einmal mit einer Ueberbauung der Hauptstrasse durch ein Thor, zum anderen durch eine architektonische Betonung der Strassenränder mit entsprechender künstlerischer Vorbereitung und Anpassung an die landschaftliche Umgebung.“

### Zweiter Wettbewerb
Die Stadt Charlottenburg entschloss sich endgültig gegen eine Torüberbauung. Unter dieser Vorgabe wurde der vom Preisgericht vorgeschlagene engere Wettbewerb durchgeführt. Aber auch der Anfang 1901 abgeschlossene engere Wettbewerb brachte kein Resultat, mit dem sich die Stadtverordneten und Magistratsmitglieder in Charlottenburg zufriedengaben. Auch eine nochmalige Überarbeitung seines Entwurfes durch Friedrich Pützer änderte an dieser Situation nichts.
Bemerkenswert ist allerdings ein weiterer Entwurf, der außerhalb des Wettbewerbs vom Berliner Architekten Bruno Jautschus vorgestellt wurde, in dem dieser bereits Elemente des später umgesetzten Baus vorwegnahm.

## Bau des Tores

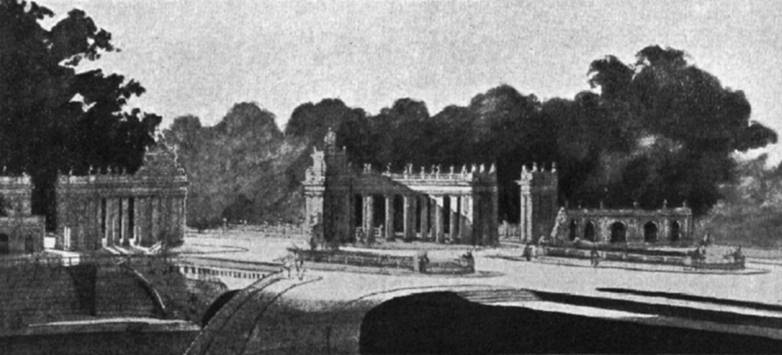
Entwurf von Bruno Jautschus, außer Konkurrenz

Unbefriedigt von den Wettbewerbsergebnissen beauftragte Charlottenburg letztlich seine eigenen Bauämter für Hoch- und Tiefbau unter Berücksichtigung der erworbenen Entwürfe, einen endgültigen Bauentwurf aufzustellen. Diese sollten dann mit der architektonischen Ausgestaltung der Anlage einen namhaften Bildhauer beauftragen. Die Berliner Architekturwelt kommentierte das Scheitern des Wettbewerbs lakonisch: „Um zu diesem Ergebnis zu gelangen, hätte es wahrlich nicht des Aufwandes eines großen Wettbewerbs bedurft!“
Mit dem Neubau der Charlottenburger Brücke wurde 1904 begonnen. An ihrer Stelle befand sich früher eine hölzerne Klappbrücke über den Landwehrkanal, die im Besitz des preußischen Staates war. Seit 1897 plante die Königliche Wasserbauverwaltung diesen Engpass sowohl für den Schiffs- als auch für den Straßenverkehr durch einen Neubau zu beseitigen. Verhandlungen mit der Stadt Charlottenburg führten im Jahr 1900 zur Übernahme der Brücke in den Besitz Charlottenburgs, da Charlottenburg im Zusammenhang mit einem Brückenneubau plante, diesen Bereich neu zu gestalten.
Die 55 Meter breite Brücke überspannte den Landwehrkanal auf einer Breite von 26 Metern mit einem Gewölbe und wurde einschließlich der Flügelmauern und Uferabschlüsse im März 1907 fertiggestellt. Weitere zwei Jahre benötigten die Aufbauten für das Charlottenburger Tor. Insgesamt kostete die gesamte Neuanlage 1,572 Millionen Mark (kaufkraftbereinigt in heutiger Währung: rund 11,74 Millionen Euro). Die Bauleitung der Gesamtanlage lag in den Händen von Hermann Zangemeister. Im Deutschen Technikmuseum in Berlin-Kreuzberg befindet sich ein maßstabsgetreues Modell des Tores.

### Architektur

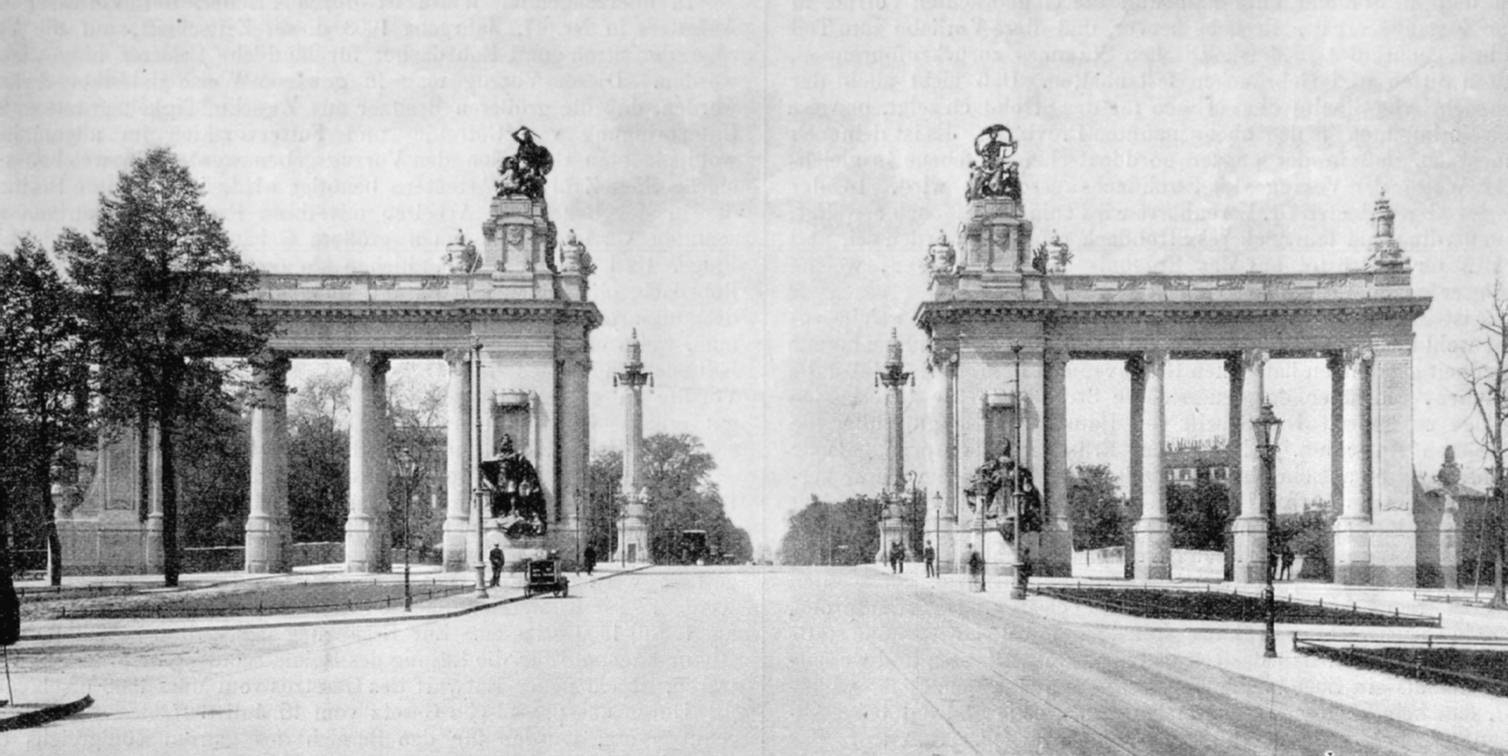
Ostseite mit Figuren, um 1908

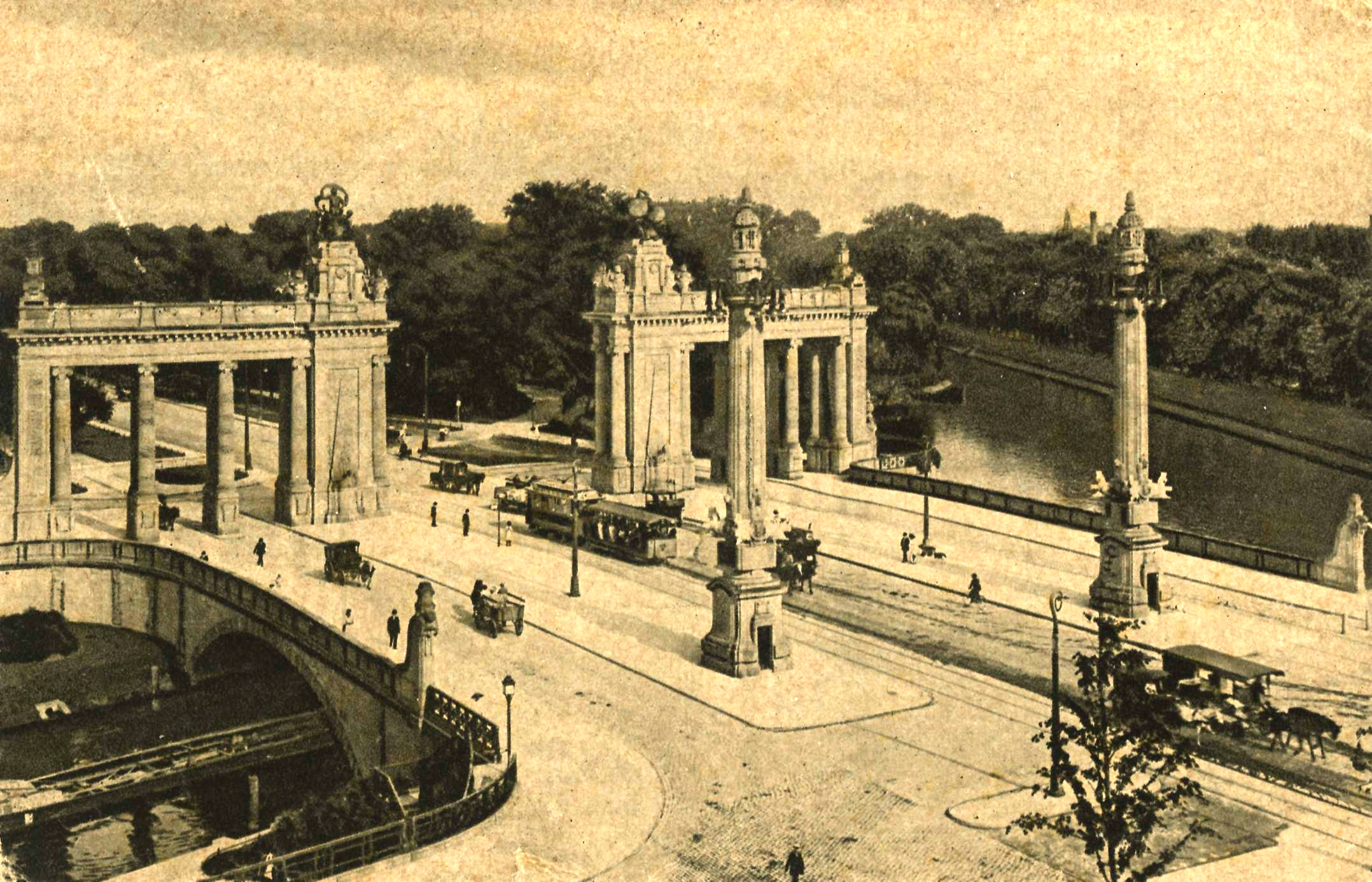
Westseite mit Kandelabern, um 1908

Die architektonische Gestaltung der Brücke wurde nach dem Scheitern des Wettbewerbs dem nicht am Wettbewerb beteiligten Architekten Bernhard Schaede übertragen. Auch dieser fertigte nacheinander noch drei stark unterschiedliche Entwürfe an, bis ein die Charlottenburger Stadtverwaltung zufriedenstellender Entwurf gefunden war, der auch die Zustimmung von Kaiser Wilhelm II. fand. Grundsteinlegung für das Tor war am 6. Mai 1907.
Schaedes Torentwurf bestand aus drei Elementen, die aus Ettringer Tuffstein gefertigt wurden. Hauptteil waren zwei leicht gekrümmte Säulenhallen, die sich auf beiden Seiten des Fahrdamms in einem Abstand von 15 m gegenüberstanden. Sie endeten neben dem Fahrdamm mit jeweils einem kräftigen pylonartigen Mauerkörper. Den Abschluss zur fahrbahnabgewandten Seite bildeten kurze Mauern. Beide Enden der Säulenhallen besaßen schmückende Aufbauten. Die Formensprache lehnte sich am strengen Barock an und wird heute dem Neobarock zugeordnet. Während der Fahrdamm zwischen den beiden Säulenhallen lag, führten die auf jeder Straßenseite getrennt angelegten Fuß- und Reitwege durch die Säulenhallen hindurch. Die Straßenbahngleise, hier ein Teilstück der ersten Pferde-Straßenbahn Deutschlands, lagen mit beiden Gleisen am nördlichen Rand des Fahrdamms.
Den Säulenhallen aus Richtung Charlottenburg vorgelagert wurde auf jeder Straßenseite ein 20 m hoher, reich geschmückter Kandelaber für die Aufnahme der Bogenlampen aufgestellt. Abgeschlossen wurde die künstlerische Anlage durch die Gestaltung der Brückenbrüstungen. Diese wurden an den Charlottenburg zugewandten Enden auf Höhe der Kandelaber stark hochgezogen und schlossen in einem kleinen Pylon. An der nordwestlichen Ecke der Brücke wurde eine unterirdische Bedürfnisanstalt angelegt, wobei die Zugangstreppen und Räume ebenfalls von Bernhard Schaede entworfen wurden.

### Figuren

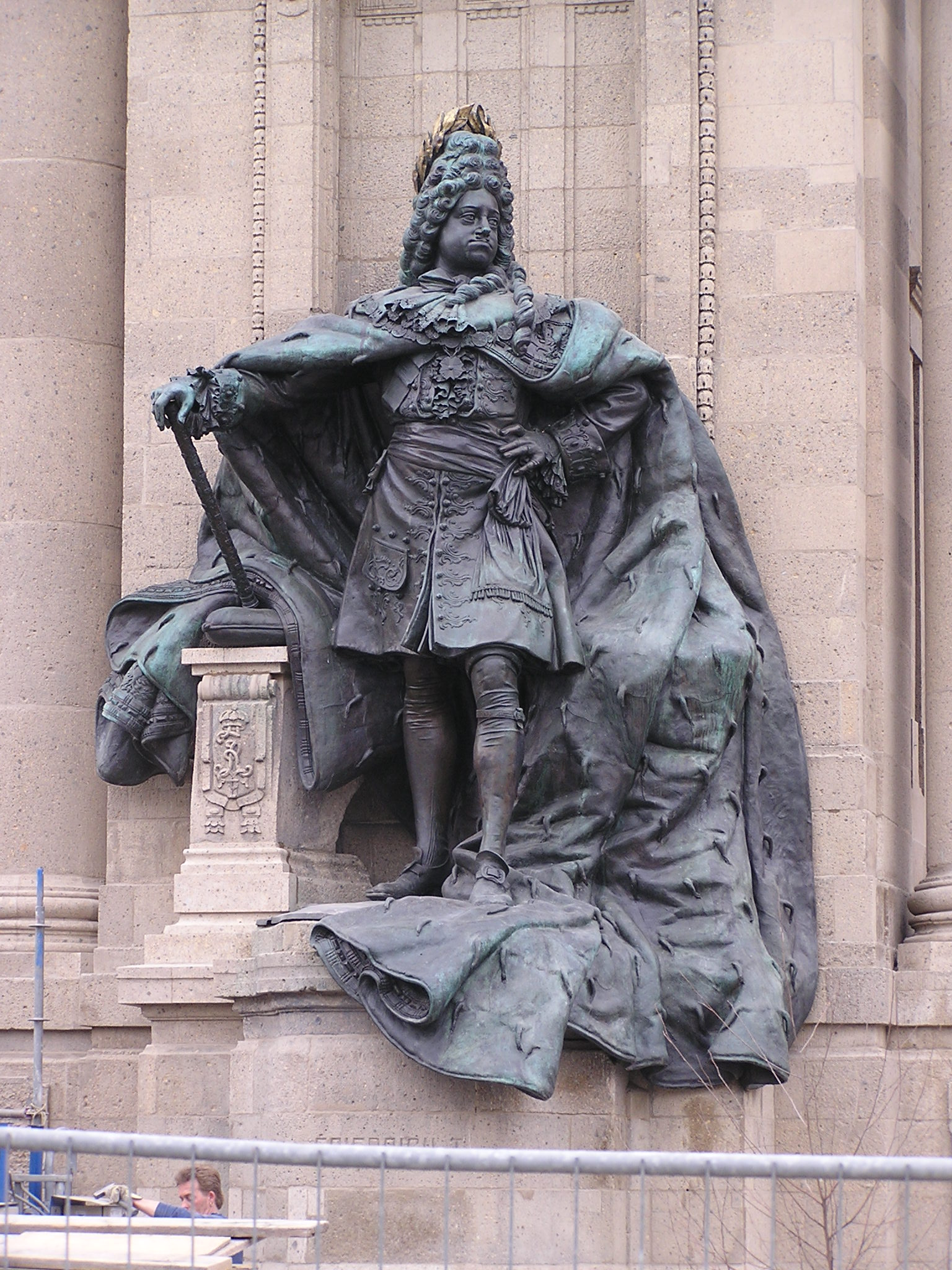
Figur König Friedrichs I. auf der Südseite

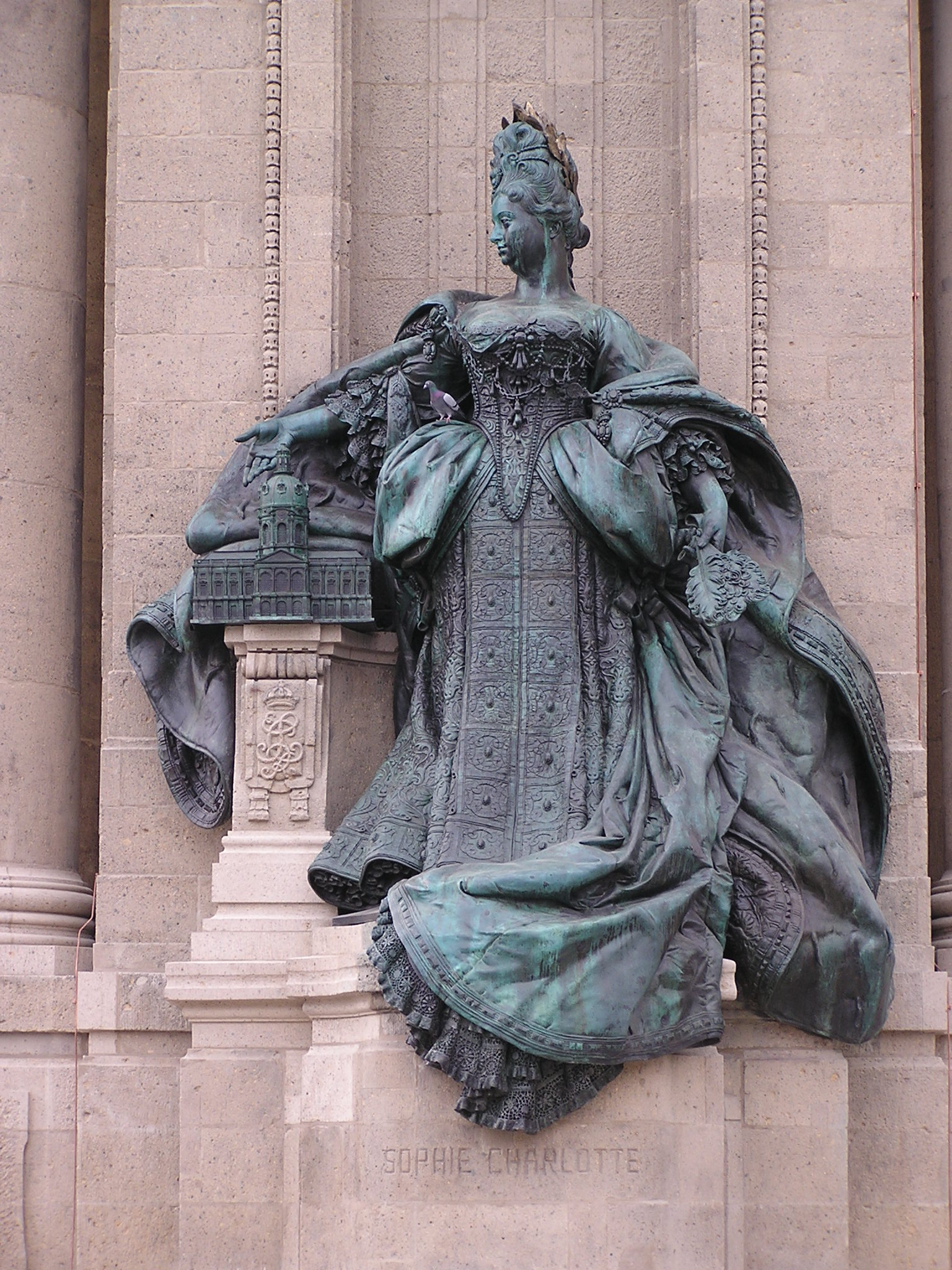
Figur Königin Sophie Charlottes auf der Nordseite

Bereits in seinem ersten Entwurf sah Schaede die Darstellung von Friedrich I. und seiner Gemahlin Sophie Charlotte am Tor vor, zunächst jedoch nur als Reliefportraits. In seinem dritten Entwurf hat er sich dann erstmals zu ganzfigürlichen Standbildern in menschlicher Größe durchgerungen. Wilhelm II. erschienen jedoch auch diese Darstellungen nicht ausreichend majestätisch, woraufhin der Bildhauer Heinrich Baucke einen entsprechenden Auftrag erhielt. Er schuf die beiden etwa fünf Meter hohen herrisch-pompösen Bronzestatuen, die an der Außenseite des Tores aufgestellt, die in Charlottenburg ankommenden Reisenden beeindrucken sollten. Im Gegensatz zur Torgestaltung fanden die Statuen nicht den Beifall der Fachwelt. Das Zentralblatt der Bauverwaltung schrieb: „Beide erscheinen unter den hoch über ihnen schwebenden Baldachinen sehr gedrungen, der Umriss der dunklen Bronzemassen von weitem fast unförmlich durch die bauschig und breit herabfallenden Mäntel. […] Leider liegen fast alle zur Betrachtung der Denkmäler günstigen Standpunkte auf Fahrdämmen.“
Auf den der Straße zugewandten Steinpfeilern befanden sich ursprünglich zwei vom Bildhauer Georg Wrba geschaffene Bronzeplastiken, deren Verlust seit 1945 dem Gesamtbild des Bauwerks schadet. Die nördliche Figur stellte eine auf einem Hirsch reitende Frau dar, über deren Kopf ein Schleier wehte; die südliche Figur einen auf einem Pferd reitenden Mann, der Schild und Schwert in der Hand hielt. Das Zentralblatt der Bauverwaltung kommentierte die beiden Bronzeplastiken mit den Worten „Es ist nicht leicht, diese verschlungenen Leiber zu entwirren, und ihre Bedeutung zu finden noch schwerer“.

## Geschichte bis 1990

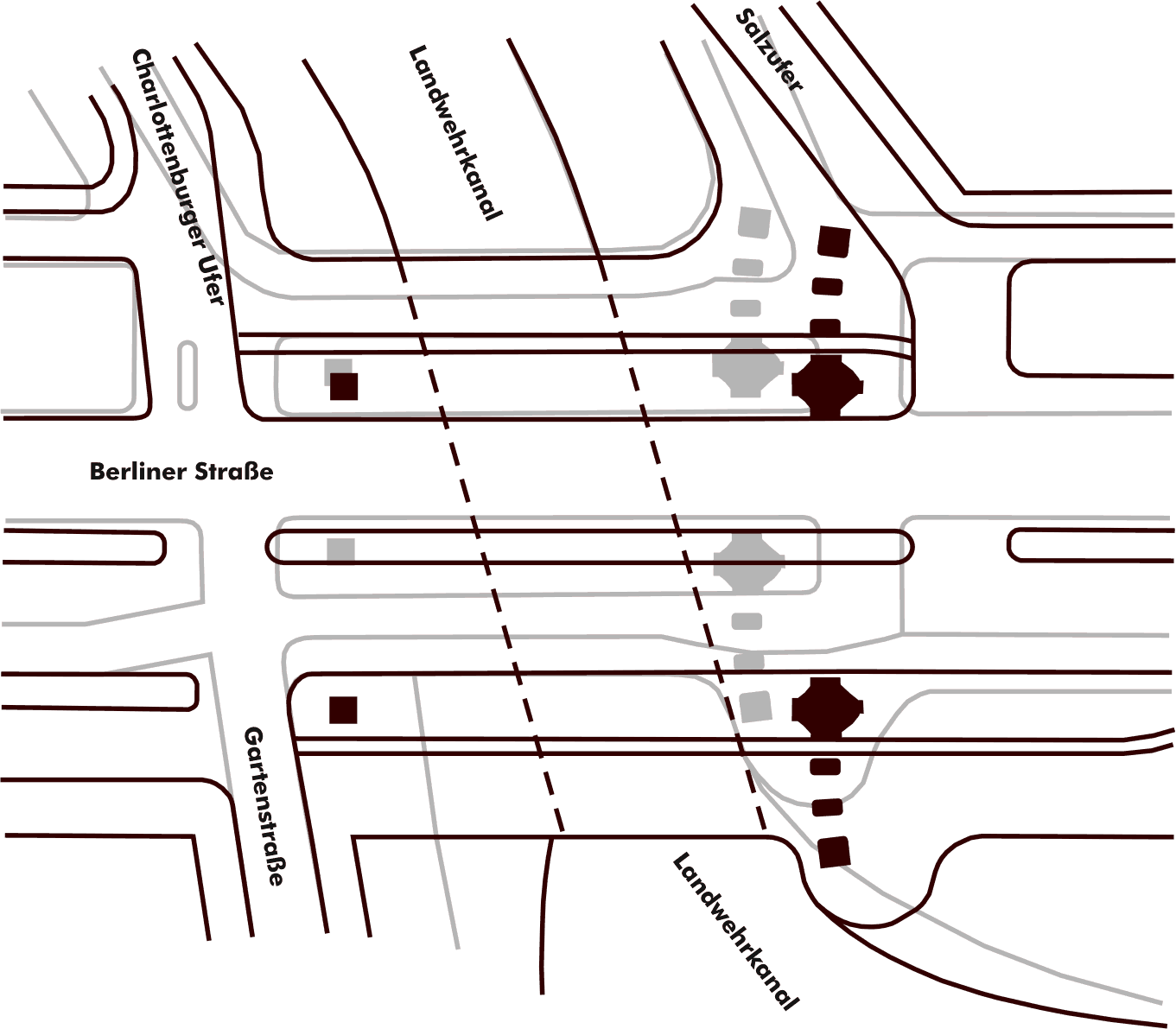
Lageplan des Umbaus 1937–1939

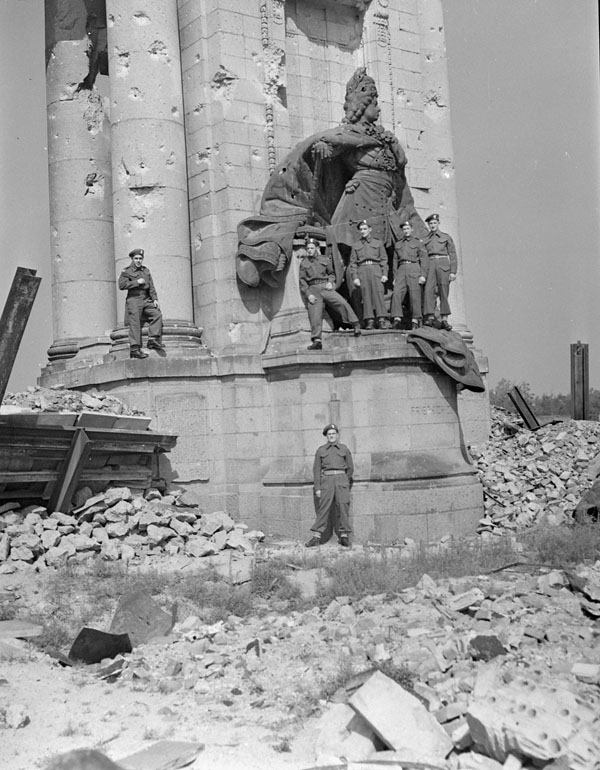
Kanadische Soldaten am beschädigten Tor, 1945

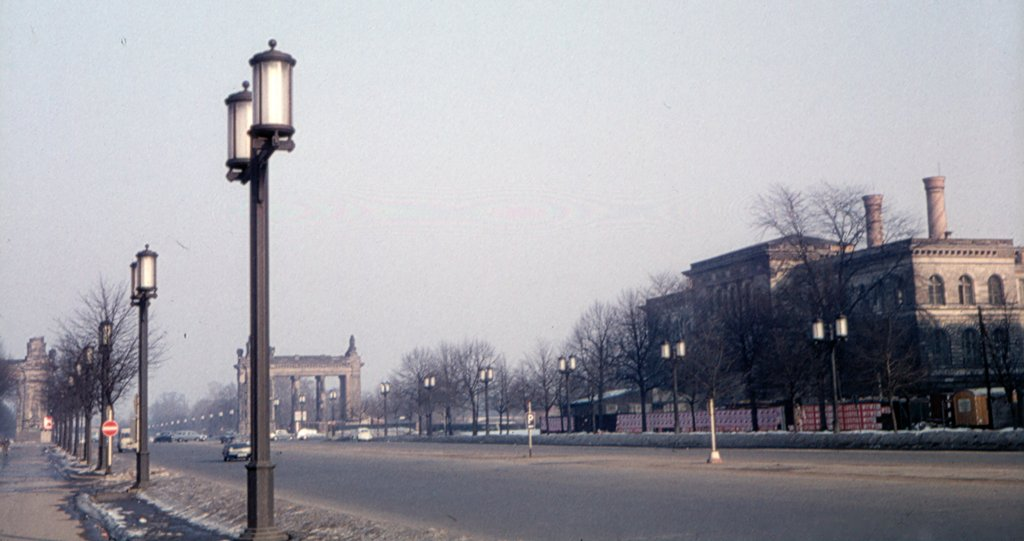
Blick vom TU-Nordgelände zum Charlottenburger Tor, 1965

### Versetzung
Im Sommer 1937 erhielt das Tiefbauamt der Stadt Berlin vom Generalbauinspektor Albert Speer den Auftrag, die Ost-West-Achse im Rahmen des nationalsozialistischen Ausbauprogramms der Hauptstadt bis zum April 1939 auf eine Fluchtlinienbreite von 50 m zu bringen. Die größte Schwierigkeit hierbei bot der Umbau der Charlottenburger Brücke. Speer forderte nämlich auch, dass der 1 1⁄2 m hohe Buckel, der 1904 aufgeschüttet worden war, um unter der Charlottenburger Brücke eine größere Durchfahrtshöhe für Schiffe zu erreichen, zu beseitigen sei. Das Tor, das bisher ein Brechpunkt in der Sichtachse war, sollte genau dies nicht mehr sein. Ebenfalls der Sichtachse geopfert wurde die Straßenbahn in der Ost-West-Achse, da vor allem die Oberleitung als störend empfunden wurde.
Um gleichzeitig den Anforderungen Speers auch der Forderung der Reichswasserstraßenverwaltung nach einer Verbesserung der Durchfahrtsverhältnisse unter der Charlottenburger Brücke nachzukommen, wurde die alte Charlottenburger Bogenbrücke abgetragen und durch einen Neubau ersetzt. Dieser wies nur eine Bauhöhe von 95 cm auf, was das absolute Mindestmaß der damaligen Bautechnik darstellte. So konnte für die Schifffahrt eine Durchfahrtshöhe von 3,30 m auf einer Breite von 25 m erreicht werden. Um die geforderten Fahrbahnbreiten aufnehmen zu können, wurde die neue Brücke nach Süden hin um zehn Meter breiter als das Vorgängerbauwerk ausgeführt. Sie befindet sich am Kanalkilometer 1,20 und hat eine lichte Höhe von 3,56 m, was für die Ausflugsschiffe von Bedeutung ist.
Der Neubau der Brücke einschließlich des Abtragens der Rampen ließ sich nur bewerkstelligen, indem das gesamte Charlottenburger Tor abgebaut wurde. Die Wiederaufstellung erfolgte dann auch gleich in einem auf 33 m vergrößerten Abstand der Säulenhallen, der die Durchführung der beiden 14,50 m breiten Fahrbahnen und des vier Meter breiten Mittelstreifens ermöglichte. Um eine architektonische Einheit der neuen Brücke mit dem Tor zu erreichen, wurden die Brüstungen in Tuffstein ausgeführt und das Brückenbauwerk mit Sandstein verkleidet. Bernhard Schaede, der Architekt des Tores, war bei dieser Arbeit als leitender Mitarbeiter beteiligt.
Für die Straßenbeleuchtung wurden entlang der gesamten Ost-West-Achse von Speer entworfene Straßenleuchten aufgestellt. Weiterer Strombedarf bestand durch die Beleuchtung der beim Ausbau mit berücksichtigten festlichen Ausschmückung des Straßenzugs. Zur Stromversorgung dieser Anlagen wurden neun unterirdische Netz- und Schaltstationen angelegt. Eine davon wurde in direkter Nachbarschaft der nördlichen Säulenhalle des Charlottenburger Tores errichtet. Der Zugang zur Wartungstreppe in das Tor diente gleichzeitig als Zugang zu dieser Netz- und Schaltstation.
Im Rahmen der festlichen Schmückung der Straße wurde von den Nationalsozialisten das Tor als Fahnenhalter „missbraucht“. Überdimensionierte Hakenkreuzfahnen wurden bei entsprechenden Anlässen zwischen den Säulen und quer zur Fahrbahn an den Stirnseiten der Säulenhallen aufgehängt.

### Kriegszerstörung und Wiederaufbau
Während der Schlacht um Berlin im Zweiten Weltkrieg drang die 1. polnische Infanterie-Division „Tadeusz Kościuszko“ Ende April 1945, von Charlottenburg kommend, auf den Tiergarten vor und lieferte sich am Landwehrkanal Gefechte mit deutschen Truppen. Auf der Charlottenburger Brücke sollten zahlreiche Panzersperren ein Vordringen der Roten Armee behindern. Bei den Kämpfen um die Brücke wurde die Westseite des Charlottenburger Tores besonders schwer beschädigt. Nach dem Krieg erfolgte nur eine notdürftige Instandsetzung. Die Plastiken von Georg Wrba wurden zwischen Februar und Mai 1945 demontiert und gelten seitdem als verschollen.
In den Jahren 1968 und 1970 wurden die noch vorhandenen kriegsbedingten Schäden behoben. Bei der Einsetzung von nachgefertigten Steinelementen wurde erstmals ein Verfahren angewandt, bei dem die Teile nicht in klassischer Weise verdübelt, sondern mit einem Klebstoff auf Kunststoffbasis angeklebt wurden. Dieser Klebstoff verlor jedoch im Laufe der Zeit seine Wirkung und 30 Jahre später fielen hierdurch erste angesetzte Teile herab. Die beiden schwer beschädigten steinernen Kandelaberpfeiler wurden nicht wieder aufgebaut. Die Reste wurden abgebrochen.

### Wettbewerb
Das Bezirksamt Charlottenburg plante 1986 in Zusammenarbeit mit dem Landeskonservator auf dem Charlottenburger Tor an Stelle der verschollenen Wrba-Figurengruppen moderne Plastiken aufzustellen. Ziel war es durch eine Überhöhung der Türme die durch die Auseinanderrückung verloren gegangene Torwirkung wieder zu verstärken. Der Senator für Bau- und Wohnungswesen lobte zur Findung geeigneter Entwürfe einen engeren Wettbewerb aus. Vier Künstler wurden zur Abgabe von Entwürfen aufgefordert. Denis Oppenheim bekam im August 1986 den ersten Preis zugesprochen. In der Jury herrschten allerdings durchaus unterschiedliche Meinungen über die Einpassung der sehr modernen Plastiken in die historische Architektur und den umgebenden Stadtraum. Auch der Landeskonservator meldete solche Bedenken an. Zu einer Umsetzung ist es dann letztlich nicht gekommen.

### Restaurierung
Im Vorfeld zur 750-Jahr-Feier Berlins im Jahr 1987 wurde die Oberfläche des Charlottenburger Tores hydrophobisch versiegelt. Das Ziel war, die Poren des Tuffsteins an der Oberfläche zu versiegeln und somit ein weiteres Eindringen des Wassers in das Gestein zu verhindern. Die Festigung der Gesteinsoberfläche führte aber nicht zum erhofften Schutz des Gebäudes. Vielmehr lösten sich die gehärteten Schichten auf dem durchfeuchteten Untergrund und fielen ab.

## Geschichte seit 1990

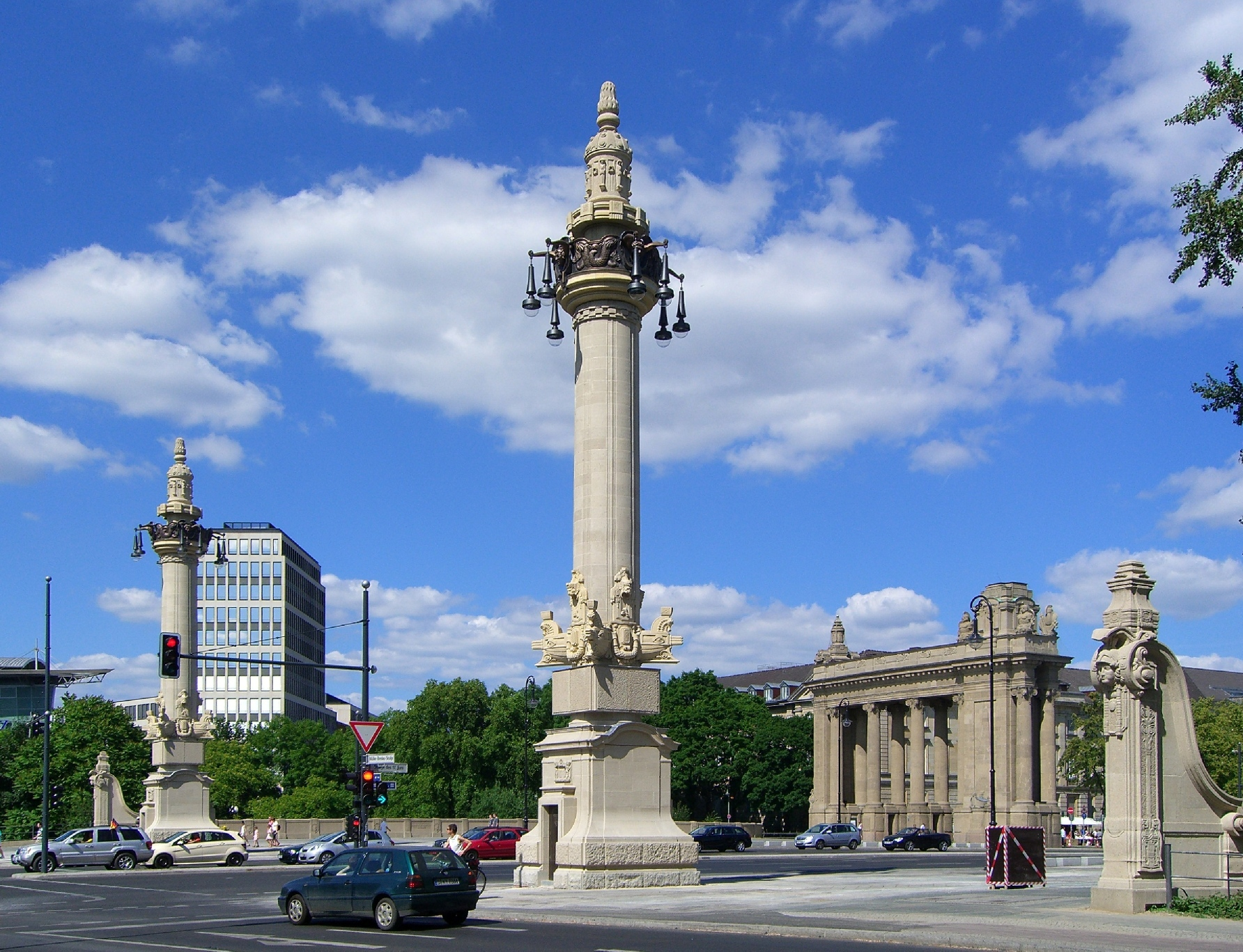
Rekonstruierte Kandelaber

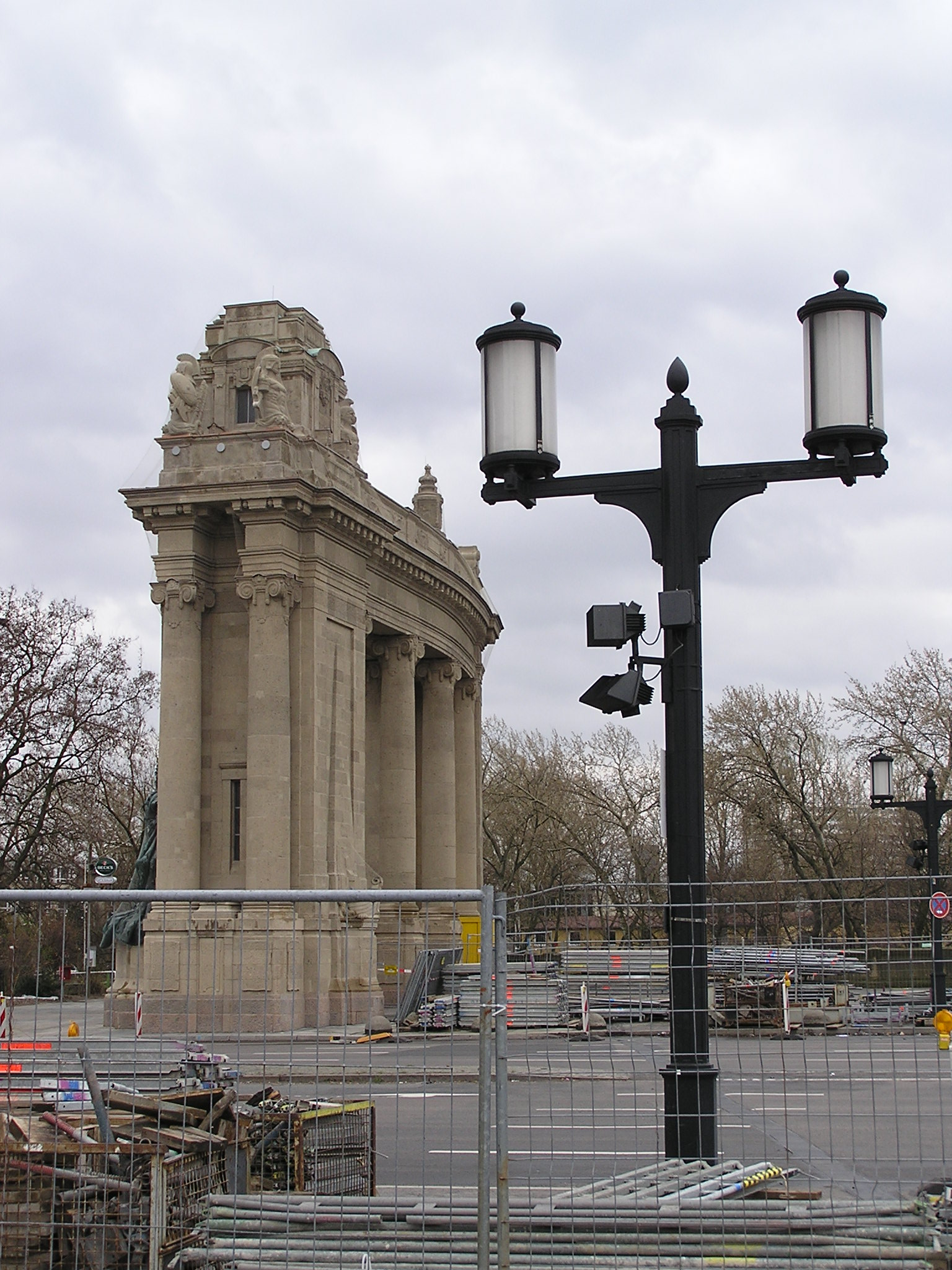
Säulenhalle von 1909 und Speerleuchte von 1939

### Restaurierung des Tores
Durch ein Gutachten der Stiftung Denkmalschutz Berlin wurde dem Bezirk Charlottenburg-Wilmersdorf 2003 der schlechte bauliche Zustand des Charlottenburger Tores verdeutlicht. In diesem Gutachten wurde auch festgestellt, dass einzelne Elemente des Tores nicht mehr sicher verankert waren und herabzustürzen drohten. Daraufhin wurden Fuß- und Radwege unter dem Tor kurzfristig gesperrt. Erst nach der Beseitigung loser Steine durch Mitarbeiter des Bauamtes wurden sie wieder freigegeben.
Der Bezirk Charlottenburg-Wilmersdorf sah sich aus finanziellen Gründen nicht selbst in der Lage, das Tor zu restaurieren. Im Mai 2004 wurde deshalb ein Vertrag mit der Stiftung Denkmalschutz Berlin unterzeichnet, die die Sanierung bis 2007 durchführte. Die Finanzierung der Restaurierung erfolgte durch die Einhausung des Baugerüstes, das sich im Gegensatz zum eigentlichen Tor auch quer über die Straße erstreckte, mit zwei 3500 m² großen Werbeplanen.
Nach dem Aufbau der Baugerüste erfolgte eine dezidierte Schadenserhebung. Jeder einzelne Stein wurde begutachtet und das Tor mit 20 Millionen Messpunkten millimetergenau dokumentiert. Im Rahmen der Sanierung wurde der alte Fugenmörtel entfernt und durch einen neuen, farblich passenden ersetzt, der extra von der Bundesanstalt für Materialforschung und -prüfung entwickelt wurde. Notwendige Ausbesserungen an den Steinen wurden vorgenommen und 71 schadhafte Tuffsteinsegmente durch Kopien ersetzt. Schließlich wurde der gesamte Bau durch Abstrahlen mit Aluminiumgranulat gereinigt. Um zukünftig die Probleme durch in das Gestein eindringendes Regenwasser zu reduzieren, wurden Entwässerungen eingebaut und fehlende kupferne Abdeckbleche auf den waagerechten Gesimsen ersetzt.
Nach 32-monatiger Sanierungsdauer fand am 22. Februar 2007 die Bauabnahme durch den Eigentümer, den Bezirk Charlottenburg-Wilmersdorf, statt. Am 6. Mai 2007, dem 100-jährigen Jubiläum der Grundsteinlegung, sollte offiziell der Abschluss der Arbeiten gefeiert werden. Die Kosten beliefen sich auf 1,8 Millionen Euro.

### Rekonstruktion der Kandelaber
Als Nächstes wurden die im Krieg zerstörten und 1970 endgültig abgebrochenen 22 Meter hohen Bogenlichtkandelaber 2007–2010 wieder neu errichtet. Der Vertrag zwischen Charlottenburg-Wilmersdorf und der Stiftung Denkmalschutz Berlin, die wieder die Arbeiten ausführte, wurde am 11. Januar 2007 unterzeichnet. Die Finanzierung erfolgt wiederum durch Vermietung der Baugerüste als Werbeflächen. Die Rekonstruktion wurde am 30. April 2010 abgeschlossen. Die Bronzegussringe, die ein Drachenrelief darstellen, haben einen Durchmesser von 4,5 m und ein Gewicht von jeweils einer Tonne.
Weiterhin wurde auf Initiative des Freundeskreises Charlottenburger Tor die sogenannte „Bastion“, das Rondell auf der Südseite des Tores, umgestaltet. Es wurden Sitzgelegenheiten errichtet und die steinerne Brüstung wurde durch ein offenes Brückengeländer ersetzt, das den Blick auf den Landwehrkanal freigibt. Die Brückenoberfläche wurde nach Vorbild des Pariser Platzes neu gepflastert. Weitere Gestaltungsideen des Freundeskreises betrafen die Grünflächen in unmittelbarer Tornähe, die Beleuchtung und das Brückengeländer.
Der Bereich des Charlottenburger Tores ist eine mittlerweile mehrfach überformte Fläche. Die Zeitschicht der Steuerhäuser ist an keiner Stelle mehr sichtbar. Erhalten sind allerdings Elemente von 1909 mit der originalen Bausubstanz des Tores, aber auch zahlreiche Elemente von 1939, wie die Brückenbrüstungen und die Speer’schen Straßenleuchten.
Mit einer originalgetreuen Wiederherstellung des Tores ist in absehbarer Zeit nicht zu rechnen, da hierzu auch das Zusammenrücken auf den historischen Abstand von 14,50 m notwendig wäre, um die von Schaede beabsichtigte Torwirkung wiederherzustellen. So wurden auch die Nachbauten der Bogenlichtkandelaber an den Orten der Umsetzung des Tores (1939) errichtet.

## Tormuseum
In dem bei den Restaurierungsarbeiten „wiederentdeckten“ Raum der Netz- und Schaltstelle, der ehemals der Stromversorgung für die Straßenbeleuchtung diente, richtete der Freundeskreis Charlottenburger Tor, der bei der Stiftung Denkmalschutz Berlin angesiedelt ist, ein Tormuseum ein. In den beiden Räumen werden historische Ansichten und Pläne des Tores und der Brücke ausgestellt. Die Plattform auf dem Nordflügel des Tores kann samstags zwischen 13 und 15 Uhr bestiegen werden. Die Stiftung Denkmalschutz Berlin hat dafür vom Bezirksamt ein kostenloses Nutzungsrecht bis Ende 2021 zugesichert bekommen.